# Perkebunan Tanjung Keliling
Perkebunan Tanjung Keliling is een bestuurslaag in het regentschap Langkat van de provincie Noord-Sumatra, Indonesië. Perkebunan Tanjung Keliling telt 2941 inwoners (volkstelling 2010).